# Тишкул Михайло Борисович
Михайло Борисович Тишкул (рум. Mihail Tîșcul; нар. 25 лютого 1997, Одеса, Україна) — український та молдовський футболіст, захисник Реал Фарма.

## Клубна кар'єра
Народився в Одесі. Вихованець СДЮШОР «Чорноморець», перший тренер — Сергій Гусєв. У юнацькому чемпіонаті Одеської області та ДЮФЛУ виступав за одеський «Чорноморець» та дніпровський «Дніпро». У липні 2014 року переведений до юнацької команди «моряків», у футболці якої зіграв 30 матчів та відзначився 2-ма голами. У грудні 2015 року став одним з гравцем юнацької та молодіжної команди «Чорноморця», які залишили клуб. У 2016 році перебував у «Жемчужині» (Одеса), яка виступала в аматорському чемпіонаті України, однак у вище вказаному турнірі не зіграв жодного офіційного матчу.
Наприкінці серпня 2016 року перейшов до «Саксана». У футболці клубу з Чадир-Лунга дебютував 1 березня 2017 року в переможному (3:0) домашньому поєдинку 21-го туру Національного дивізіону Молдови проти «Зімбру». Михайло вийшов на поле в стартовому складі та відіграв увесь матч. У складі «Саксана» відіграв другу половину сезону 2016/17 років, зіграв 12 матчів у чемпіонаті Молдови та 1 — у національному кубку.
На початку липня 2017 року перебрався до «Сфинтул Георге». За нову команду дебютував 9 липня 2017 року в програному (0:1) домашньому поєдинку 1-го туру Національного дивізіону Молдови проти кишинівської «Дачії». Тишкул вийшов на поле в стартовому складі та відіграв увесь матч, а на 77-ій хвилині отримав жовту картку. Єдиним голом за «Сфинтул Георге» відзначився 25 серпня 2017 року на 17-ій хвилині переможного (2:1) домашнього поєдинку 8-го туру Національного дивізіону Молдови проти «Сперанци» (Ніспорени). Михайло вийшов на поле в стартовому складі та відіграв увесь матч. У команді відіграв півтора сезони, за цей час у чемпіонаті Молдови зіграв 23 матчі та відзначився 1 голом.
У середині вересня 2018 року повернувся до України, де підсилив «Реал Фарму». У футболці одеського клубу дебютував 30 вересня 2018 року в програному (1:3) виїзному поєдинку 11-го туру групи Б Другої ліги України проти криворізького «Гірника». Тишкул вийшов на поле в стартовому складі та відіграв увесь матч. Восени 2018 року зіграв 8 матчів у Другій лізі України, після чого знову виїхав до Молдови.
У березні 2019 року перейшов до «Зімбру». У футболці столичного клубу дебютував 6 квітня 2019 року в нічийному (1:1) домашньому поєдинку 4-го туру Національного дивізіону Молдови проти тираспольського «Динамо-Авто». Михайло вийшов на поле на 76-ій хвилині, замінивши Кристиана Нагорного. У складі гранда молдовського футболу зіграв 6 матчів у чемпіонаті України та 1 поєдинок у національному кубку. На початку липня 2019 року перебрався до «Петрокуба». У футболці клубу з Хинчештів дебютував 18 серпня 2019 року в програному (0:2) виїзному поєдинку 18-го туру Національного дивізіону Молдови проти «Сфинтул Георге». Тишкул вийшов на поле на 79-ій хвилині, замінивши Максима Портніка. Загалом у складі «Петрокуба» зіграв 5 матчів. На початку лютого 2020 року перейшов в оренду до «Кодру» (Лозова), але так і не зіграши жодного матчу на початку наступного місяця достроково залишив команду. Сезон 2021/22 років розпочав у «Бєльцях», потрапив до заявки на 1 матч команди в Національному дивізіоні Молдови, але на полі так і не з'явився.
На початку вересня 2021 року відбним агентом повернувся до «Реал Фарми». У футболці одеського клубу дебютував 4 вересня 2021 року в програному (0:1) виїзному поєдинку 7-го туру групи Б Другої ліги України проти «Тростянця». Михайло вийшов на поле в стартовому складі та відіграв увесь матч.

## Кар'єра в збірній
Народився в Україні, але в юному віці виїхав до Молдови, де й отримав громадянство вище вказаної країни. У футболці молодіжної збірної Молдови дебютував 31 серпня 2017 року в програному (0:3) поєдинку кваліфікації молодіжного чемпіонату Європи 2021 року проти однолітків з Хорватії. Тишкул вийшов на поле в стартовому складі та відіграв увесь матч. Загалом за «молодіжку» Молдови зіграв 5 матчів.